# 基特日湖
62°12′S 58°58′W / 62.200°S 58.967°W
基特日湖（俄语：Китеж），是南極洲的湖泊，位於南設得蘭群島的喬治王島，處於菲爾德斯半島中心附近，長0.6公里，以俄羅斯的古城命名，現時由南極條約體系管理。